# E-300 Enterprise
E-300 Enterprise — український великогабаритний дрон-камікадзе великої дальності, вироблений українською, в минулому агропромисловою компанією AeroDrone. Дрон здатний нести до 300 кг корисного навантаження та долати відстань до 3100 км.

## Бойове застосування
2 квітня 2024 року у 5:45, за московським часом, було атаковано підприємство по виробництву дронів «Герань-2» (Shahed-136) у місті Єлабуга, Татарстан (Росія). Зважаючи на відстань, яку подолав БпЛА, можна припустити, що було застосовано саме безпілотник цього типу.
У лютому 2025 року з'явилося відео де дрон E-300 Enterprise скидає авіабомбу ФАБ-250 на позиції росіян в Брянській області.